# 卡倫擬鱥
卡倫擬鱥（学名：Pseudophoxinus callensis）是輻鰭魚綱鯉形目雅羅魚科的其中一個種，分布於非洲阿爾及利亞及突尼西亞，體長可達10.7公分，棲息在淡水湖泊及溪流底層水域，生活習性不明。